# Annam Bhatta
Annam Bhatta (अन्नम भट्ट) – indyjski filozof z XVI–XVII wieku, piszący w sanskrycie. Autor wielu dzieł z zakresu filozofii njaja i waiśeszika. Jego najważniejsze dzieło to powstała ok. 1623 roku "Tarkasamgraha" (sansk. तर्कसंग्रह, "Streszczenie dialektyki").